# Mokrance
Mokrance es un municipio del distrito de Košice-okolie en la región de Košice, Eslovaquia, con una población estimada a final del año 2024 de 1563 habitantes.
Se encuentra ubicado en el centro de la región, en la cuenca hidrográfica del río Sajó (afluente derecho del Tisza) y cerca de la frontera con la región de Prešov y con Hungría.

## Demografía
| Año        | 1994 | 2004    | 2014    | 2024     |
| ---------- | ---- | ------- | ------- | -------- |
| Población  | 1287 | 1345    | 1369    | 1563     |
| Diferencia |      | +4,50 % | +1,78 % | +14,17 % |

| Año        | 2023 | 2024    |
| ---------- | ---- | ------- |
| Población  | 1513 | 1563    |
| Diferencia |      | +3,30 % |